# American Political Science Review
American Political Science Review (APSR) (Informe de Ciencia Política Estadounidense) es una revista académica trimestral y revisada que cubre todas las  áreas de la ciencia política. Se trata de una publicación oficial de la Asociación Americana de Ciencia Política, en nombre de Cambridge University Press. La revista se creó en 1906. El editor jefe actual es Thomas König (Universidad de Mannheim).

## Resúmenes e índices
La revista es resumida e indizada en el Social Sciences Citation Index, Current Contents, Social & Behavioral Sciences, International Bibliography of Periodical Literature, y en la International Bibliography of Book Reviews of Scholarly Literature and Social Sciences. Según el Journal Citation Reports, la revista tuvo en 2016 un factor de impacto de 3.316, posicionándose el 5.º de 165 revistas en la categoría "Ciencia Política".